# The Piano Player
The Piano Player (auch La Pianiste) ist ein US-amerikanisch-britisch-deutsch-spanischer Actionthriller aus dem Jahr 2002. Regie führte Jean-Pierre Roux, das Drehbuch schrieb Brad Mirman.

## Handlung
Der aus Südafrika stammende Auftragsmörder Alex Laney wird von dem in Kapstadt wohnhaften Anwalt Robert Nile als dessen Personenschützer eingestellt. Nile soll als Zeuge gegen den Gangster Christo Nichol aussagen, der sich gelegentlich mit Voodoo-Praktiken beschäftigt. Auf Anordnung Nichols wurden vor Jahren Laneys Eltern ermordet, was dieser als kleiner Junge mit ansah.
Laney verliebt sich in Niles Tochter Erika. Die Frau wird auf Befehl Nichols entführt und von Laney befreit. Laney, Erika und derer Vater verstecken sich bei Laneys Pflegeeltern.

## Kritiken
Das Lexikon des internationalen Films schrieb, der Film sei ein „ambitionierter Thriller, der Genre-Erwartungen“ unterlaufe. Ihm fehle eine „nachvollziehbare Struktur“ und er wirke „trotz der überdurchschnittlichen Besetzung“ „unausgereift“. „Atmosphärische Sprünge und logische Fehler“ würden „den Eindruck eines hastig produzierten, wenig durchdachten Experiments“ nahelegen.
Die Zeitschrift TV Spielfilm spottete, der „nette B-Thriller mit meditativem Touch“ beinhalte „ein wenig Hokuspokus“ und „Standard-Action“.

## Hintergründe
Der Film wurde in Kapstadt (Südafrika) gedreht. Er wurde in den meisten Ländern – darunter in Deutschland und in den USA – direkt auf Video bzw. DVD veröffentlicht.
Bei Kosten von etwa 3 Millionen US-Dollar spielte der Film 9,8 Millionen US-Dollar ein.